# 古斯博恩
古斯博恩是德国下萨克森州的一个市镇。总面积48.27平方公里，总人口1278人，其中男性657人，女性621人（2011年12月31日），人口密度26人/平方公里。